# Paragongylopus sinensis
Paragongylopus sinensis är en insektsart som beskrevs av Chen, S.C. och Yun He He 1997. Paragongylopus sinensis ingår i släktet Paragongylopus och familjen Diapheromeridae. Inga underarter finns listade i Catalogue of Life.